# Krivača, Golubac
Krivača (izvirno srbsko Кривача) je naselje v Srbiji, ki upravno spada pod Občino Golubac; slednja pa je del Braničevskega upravnega okraja.

## Demografija
V naselju živi 348 polnoletnih prebivalcev, pri čemer je njihova povprečna starost 43,9 let (42,4 pri moških in 45,4 pri ženskah). Naselje ima 129 gospodinjstev, pri čemer je povprečno število članov na gospodinjstvo 3,33.
To naselje je v glavnem vlaško (glede na popis iz leta 2002), a v času zadnjih treh popisov je opazno zmanjšanje števila prebivalcev.
|  |

| Demografija | Demografija     | Demografija     |
| Leto        | Št. prebivalcev | Št. prebivalcev |
| ----------- | --------------- | --------------- |
|             |                 |                 |
|             |                 |                 |
|             |                 |                 |
|             |                 |                 |
| 1948        | 741             |                 |
| 1953        | 738             |                 |
| 1961        | 741             |                 |
| 1971        | 705             |                 |
| 1981        | 673             |                 |
| 1991        | 647             | 522             |
| 2002        | 573             | 429             |
|             |                 |                 |

| Etnična sestava po popisu iz leta 2002 | Etnična sestava po popisu iz leta 2002 | Etnična sestava po popisu iz leta 2002 | Etnična sestava po popisu iz leta 2002 | Etnična sestava po popisu iz leta 2002 |
| -------------------------------------- | -------------------------------------- | -------------------------------------- | -------------------------------------- | -------------------------------------- |
| Vlahi                                  | Vlahi                                  |                                        | 368                                    | 85,78%                                 |
| Srbi                                   | Srbi                                   |                                        | 46                                     | 10,72%                                 |
| Romuni                                 | Romuni                                 |                                        | 8                                      | 1,86%                                  |
| Romi                                   | Romi                                   |                                        | 1                                      | 0,23%                                  |
| Neznano                                | Neznano                                |                                        | 4                                      | 0,93%                                  |